# Zweiter Hugenottenkrieg
Der Zweite Hugenottenkrieg (1567–1568) war der einzige Hugenottenkrieg, den die französischen Protestanten (Hugenotten) offensiv führten, erneut unter Führung des Fürsten von Condé, Louis I. de Bourbon, prince de Condé. 
Die Hugenotten setzten diesmal Schweizer Söldner ein, was politisch die Katholiken eher stärkte. Der Krieg startete mit einem Überraschungscoup (Surprise de Meaux) gegen die königliche Familie: Der Fürst de Condé aus der Nebenlinie der Bourbon wollte Katharina von Medici die Regentschaft entreißen. Als dies misslang, schlug de Condé sein Feldlager bei Paris auf und es begann eine sechswöchige Belagerung. Da in Paris die Vorräte zu Neige gingen, unternahmen die Belagerten einen Ausfall (Schlacht bei Saint-Denis). Keine Seite konnte die Schlacht für sich entscheiden. Anne de Montmorency, der Kopf der militärischen Führung der Katholiken, wurde tödlich verwundet und erlag zwei Tage später am 12. November 1567 seinen Wunden. Die Protestanten unter de Condé zogen nach Osten ab. 
Nach dieser ersten Konfrontation verstärkten beide Seiten ihre Heere. Die Protestanten erhielten Unterstützung durch den Kurfürsten Friedrich von der Pfalz, welcher 9.500 Söldner stellte. Aus dem Süden Frankreichs rückten zusätzlich 4.000 Soldaten unter dem Befehl von Jacques II. de Crussol, Seigneur d'Acier, an. Die Armee der Hugenotten besaß nun eine Mannstärke von etwa 30.000 Soldaten. Auf der anderen Seite erhielten die Katholiken Unterstützung aus Italien und der Schweiz unter dem Kommando des Herzogs von Nevers.
Aufgrund der hohen Kriegskosten entschied man sich relativ schnell ohne weitere große Schlachten zu einem Friedensschluss. Aus dem Geldmangel beider Seiten entsprang schließlich am 23. März 1568 der Frieden von Longjumeau. Dieser bestätigte in etwa das Edikt von Amboise von 1563. Da beide Parteien ihre Truppen mobilisiert ließen, ging der Krieg fast unmittelbar in den Dritten Hugenottenkrieg über.